# Dillon Stadium
O Dillon Stadium é um estádio multiuso em Hartford, Connecticut. Já foi palco de shows e eventos esportivos. Foi anteriormente a casa do New England Nightmare da Women's Football Alliance. É agora a casa do USL Championship club Hartford Athletic . Os times de futebol masculino e feminino da University of Connecticut jogaram a maioria de suas partidas de 2019 no Dillon Stadium, depois de começar suas temporadas no Al-Marzook Field em West Hartford, Connecticut .  

## Esportes

### Futebol

#### Jogos internacionais
| Encontro              | Times                                    | Tipo de partida | Comparecimento | Notas |
| --------------------- | ---------------------------------------- | --------------- | -------------- | ----- |
| 9 de setembro de 1973 | Estados Unidos 1–0 Bermudas              | Amistoso        | 4.200          | [ 4 ] |
| 21 de junho de 1975   | Hartford Bicentennials 0–2 Polonia       | Amistoso        | 10.746         | [ 5 ] |
| 8 de junho de 1977    | Connecticut Bicentennials 0–2 Lazio      | Amistoso        | 3.154          | [ 6 ] |
| 17 de agosto de 2019  | Hartford Athletic 5-1 Porto Rico         | Amistoso        | 4.685          | [ 7 ] |
| 26 de outubro de 2019 | Hartford Athletic 1-2 Portmore United FC | Amistoso        | -              | [ 8 ] |

## Proposta de renovação
O Hartford City FC, uma franquia projetada para futebol de salão que também esperava competir na Liga Norte-Americana de Futebol, anunciou planos para reconstruir o Dillon Stadium para criar um estádio de futebol de 15.000 lugares apenas para a temporada de 2017.
Em 2014, a cidade concedeu um contrato de US $ 12 milhões à Premier Sports Management para reconstruir o estádio na esperança de atrair um time de futebol profissional. A empresa não conseguiu atrair o interesse de várias ligas de futebol e, em vez disso, fez parceria com um investidor externo que buscava construir um estádio maior no local com financiamento da cidade.  No entanto, a cidade encerrou o projeto em outubro de 2015 devido a preocupações financeiras e jurídicas com o grupo de investimento, que mais tarde foi considerado culpado de desviar $ 1 milhão do fundo de redesenvolvimento.  
Em 17 de fevereiro de 2018, a State Bond Commission aprovou US $ 10 milhões em financiamento público. Isso ajudaria o Hartford Sports Group a estabelecer um clube da USL em 2019. 

## Concertos
Em 27 de junho de 1966, os Rolling Stones tocaram no Dillon Stadium, com o apoio de The McCoys (com seu guitarrista Rick Derringer ). Perto do final da apresentação dos Stones, os fãs correram para o palco, então a eletricidade para os amplificadores foi cortada. Mick Jagger lançou seu microfone para a multidão, e os Stones deixaram o local, enquanto os fãs começaram a quebrar as cadeiras. A polícia reuniu a multidão em direção às saídas.
Os Beach Boys se apresentaram lá em 1972 e novamente em 1973. 
Em 16 de julho de 1972, os Grateful Dead tocaram no Dillon Stadium e foram acompanhados no palco por Dickey Betts, Berry Oakley e Jai Johanny Johanson dos Allman Brothers . Sua performance em campo em 31 de julho de 1974 foi lançada como um álbum intitulado Dave's Picks Volume 2 . 